# Miss Atlántico Internacional 2005
O Miss Atlântico Internacional 2005 foi a 11.ª edição do concurso de beleza internacional Miss Atlântico que ocorreu anualmente no Uruguai. Aconteceu em 29 de janeiro de 2005 com a participação de dezessete aspirantes ao título. A colombiana Deisy Catalina Valencia coroou a panamenha Bertha Peric como a nova detentora do título.

## Resultados
| Colocação           | País                               |
| Miss Atlântico 2005 | - Panamá - Bertha Peric            |
| 2º. Lugar           | - Colômbia - Paola Andrea Gallardo |
| 3º. Lugar           | - Chile - Javiera Raquel Echeñique |

### Premiações Especiais
- O concurso distribuiu essas premiações:

| Premiação             | País                               |
| Miss Simpatia         | - Coreia do Sul - Lee Soo-a        |
| Miss Fotogenia        | - Panamá - Bertha Giovanna Peric   |
| Melhor Traje Fantasia | - Colômbia - Paola Andrea Gallardo |
| Melhor Traje Típico   | - Chile - Javiera Raquel Echeñique |

## Candidatas
Vinte candidatas disputaram a competição este ano:
| - Argentina - Maria de los Angeles - Austrália - Francesca Willis - Bolívia - María Nuvia Montenegro - Brasil - Luana Najara - Chile - Javiera Echeñique - China - Daniela Tizi Huang - Colômbia - Paola Gallardo - Coreia do Sul - Lee Soo-a - Costa Rica - Jocelyn Meza | - Guatemala - Evelyn Suseth Arreaga - Honduras - Margarita Valle Hernández - Panamá - Bertha Peric - Paraguai - Dahiana Romero - Peru - Pierangeli Dodero - República Dominicana - Dallas Leclerc - Uruguai - Ivanna Daprile - Venezuela - Marilyn Ferreira |